# زمین‌لرزه ۱۴۰۰ سنخواست
زمین‌لرزه ۱۴۰۰ سنخواست زمین‌لرزه‌ای بود که در بامداد روز دوشنبه ۲۷ اردیبهشت ۱۴۰۰ در ساعت ۴:۲۷ بامداد به وقت محلی، با بزرگی ۵٫۵ ریشتر شهر سنخواست، استان خراسان شمالی را لرزاند. ارتعاشات حاصل وقوع این زمین‌لرزه در استان گلستان هم احساس شد. و سپس زمین‌لرزه‌ای در ساعت ۵:۲۴ بامداد به بزرگی ۵٫۴ ریشتر شهر سنخواست را برای دومین‌بار لرزاند. این زمین‌لرزه باعث مصدومیت ۲۵ نفر و وارد آمدن خسارت به ۱۲۱ واحد مسکونی و خسارات ۳۰ تا ۱۰۰ درصدی به تأسیسات دامی و خسارت در ۴۷ روستا شد.